# Khrystyne Haje
Khrystyne Kamil Haje (Santa Clara (Californië), 21 december 1968) is een Amerikaanse actrice.

## Biografie
Haje werd geboren in Santa Clara (Californië) en groeide op in een gezin met vier oudere broers. Zij heeft de high school doorlopen aan de Walter Reed Junior High School in Hollywood.

## Filmografie

### Films
- 2009 God Loves ME Best! – als Jade
- 2002 5 Card Stud – als Aly
- 2002 Redemption – als Nancy
- 2002 Man of the Year – als Vanessa
- 2000 Shriek If You Know What I Did Last Friday the Thirteenth – als sexy dokter
- 2000 The King's Guard – als Roxanne
- 2000 Stepsister from Planet Weird – als Kathy Larson
- 1999 Morella – als inspecteur Farrow
- 1999 Demolition University – als Diane Woods
- 1995 Prince for a Day – als Nora Flynn
- 1995 A Perry Mason Mystery: The Case of the Jealous Jokester – als Patricia MacDonald
- 1995 Scanner Cop II – als Carrie Goodart
- 1994 Attack of the 5 Ft. 2 Women – als Nancy Cardigan
- 1994 Cyborg 3: The Recycler – als Cash
- 1993 Marshal Charley – als ??
- 1991 Perfect Crimes – als Diane Lacoss
- 1989 The Gifted One – als Mary Joe
- 1987 Bates Motel – als Sally
- 1985 Crime of Innocence – als ??

### Televisieseries
Uitgezonderd eenmalige gastrollen.
- 2001 The Zeta Project – als Tiffany Morgan (stem) – 2 afl.
- 1986 – 1991 Head of the Class – als Simone Foster – 114 afl.

- Bibliothèque nationale de France: cb14184754c (data)
- International Standard Name Identifier: 0000 0001 1471 4985
- Library of Congress Control Number: no2005049275
- Système universitaire de documentation: 237597578
- Virtual International Authority File: 44509720
- WorldCat: E39PBJcwCPm6ktMwC7wgjf9hpP